# Коблев, Анзор Заурович
Анзо́р Зау́рович Ко́блев (2 августа 1966, поселок Головинка, Лазаревский район, Сочи, Краснодарский край, РСФСР, СССР) — советский и российский футболист, российский футбольный тренер. Играл на позициях защитника и полузащитника. Мастер спорта.

## Биография

### Клубная карьера
Родился и вырос в поселке Головинка Лазаревского района Сочи. Когда ему было 16 лет, на сборы в Лазаревское приехала майкопская «Дружба». Её тренер Владимир Эштреков заметил юного и перспективного футболиста и пригласил Коблева в свою команду. С 1982 года играл за «Дружбу», которая выступала во второй союзной лиге. В дебютный сезон за клуб провёл 2 матча. В том же 1982 г. получил вызов в юношескую сборную СССР, которая участвовала в финале турнира «Переправа» в городе Волгограде.
В 1991 году перешёл в «Динамо» Сухуми, команду на тот момент возглавлял Олег Долматов. В 1991 году играя на позиции защитника сыграл все 42 игры в первой союзной лиге, и забил 5 мячей. После распада СССР в Абхазии вспыхнула война, в результате чего клуб «Динамо» был закрыт, а сам Коблев вместе с Тамази Еником и братьями Аджинджалами (Беслан и Руслан) вернулся в родную «Дружбу», которая в 1992 году стартовала в Первом дивизионе.
В первом Кубке России он вместе с одноклубниками дошёл до полуфинала, где майкопчане уступили будущим обладателям кубка московским торпедовцам, а сам Коблев провёл полный полуфинальный матч.
В 1994 году выступал за Новороссийский «Черноморец», который по результатам сезона вышел Премьер Лигу, однако в следующем сезоне Анзор Коблев перешёл в команду «Газовик — Газпром» из г. Ижевска.
С 1996 по 1997 год выступал за «Газовик-Газпром» Ижевск, завершал карьеру в «Кузбассе» Кемерово.

### Тренерская
В 2000 году возглавил любительский клуб «Авангард» из поселка Лазаревское и пригласил группу футболистов 15-16 лет из ДЮСШ Майкопа. За два года под руководством Коблева команда вышла из первой лиги края в высшую лигу, пробилась в финал Кубка Кубани, а в первенстве Краснодарского края в высшей лиге команда заняла 6-е место з 18 команд. В 2002 году Коблева пригласили возглавить «Спартак» Анапа, который выступал во втором дивизионе. Вместе с ним из Лазаревской в Анапу перебрались 14 футболистов. В том сезоне «Спартак» завоевал 6-е место из 22 команд в зоне «Юг». Однако, из-за того, что в команде полгода не платили зарплаты и премиальных, он вернулся в «Авангард».
В 2004 году на тренера обратил внимание президент «Авангарда» Сергей Николаевич Галицкий, который родился в п. Лазаревское. В 2014 году любительская команда «Авангард» участвовала в ЮФО, где президентом клуба была поставлена задача выхода во второй дивизион, которая Коблевым была выполнена. Командой было сыграно 42 игры из которых 41 была выиграна и одна сыграна вничью, при разнице забитых и пропущенных мячей 123-7. Никто и никогда так успешно не выступал в зоне ЮФО. После этого сезона 23 футболиста получили звания Мастеров спорта России. Средний возраст команды на тот момент составлял 19-20 лет. В 2005 году Галицкий решил оставить футбол, Коблев также принял решение уйти из «Авангарда».
Далее Коблев тренировал в качестве главного тренера свою родную команду «Дружба» в течение двух сезонов, но постоянные финансовые трудности клуба, заставили Коблева покинуть команду
Окончил государственный Адыгейский университет (1984—1988, факультет физвоспитания). С отличием окончил Высшую школу тренеров (2000).
В 2017 году в Ханты-Мансийске основал АНО «Детский футбольный клуб „Академия А. З. Коблева“».

## Достижения

### Командные
«Дружба»
Полуфиналист Кубка России: (1)
- 1992/93

 «Черноморец»
Победитель Первой лиги: (1) (выход в высший дивизион)
- 1994